# لورانس جي. ميلر
لورانس جي. ميلر (بالإنجليزية: Lawrence G. Miller)‏ هو سياسي أمريكي، ولد في 19 أبريل 1936، وتوفي في 1 يونيو 2014. حزبياً، نشط في الحزب الجمهوري. وقد انتخب عضو مجلس نواب كونيتيكت.